# 牛兆金
牛兆金（？—？），直隸天津人，清朝政治人物。出身不详。
嘉庆二年，出任靖江县知县。嘉慶三年，接替阮升基。擔任江蘇宜興縣知縣以靖江知縣攝。后由蒋励宣接任。